# Colobomatus kyphosus
Colobomatus kyphosus är en kräftdjursart som beskrevs av Sekerak 1970. Colobomatus kyphosus ingår i släktet Colobomatus och familjen Philichthyidae. Inga underarter finns listade i Catalogue of Life.